# Luksemburg na Mistrzostwach Świata w Lekkoatletyce 2009
Luksemburg na Mistrzostwach Świata w Lekkoatletyce 2009, reprezentowany był tylko przez 1 zawodnika - Mike’a Schumachera, który nie zdobył żadnego medalu na tych mistrzostwach.

## Występy reprezentanta Luksemburga
| Konkurencja | Zawodnik        | Kwal. - runda 1 | Kwal. - runda 1 | Półfinał      | Półfinał      | Finał         | Finał         |
| Konkurencja | Zawodnik        | Wynik           | Poz.            | Wynik         | Poz.          | Wynik         | Poz.          |
| ----------- | --------------- | --------------- | --------------- | ------------- | ------------- | ------------- | ------------- |
| 800 m       | Mike Schumacher | 1:48.18 PB      | 30              | Nie awansował | Nie awansował | Nie awansował | Nie awansował |